# Lijst van elektriciteitscentrales in Nederland
Dit is een lijst van elektriciteitscentrales in Nederland. Hierin worden elektriciteitscentrales of eenheden genoemd met een elektrisch vermogen van minimaal 1 MW. Alleen centrales die operationeel zijn worden genoemd, dus geen ontmantelde of gesloten centrales en ook geen centrales in aanbouw.
| Producent                  | Centrale                          | Plaats                       | Naam eenheid                   | Type eenheid      | Hoofd- brandstof                             | Nominaal Elektrisch Vermogen [MW] | Nominaal Thermisch Vermogen [MW] | In bedrijf vanaf | Coördinaten                   |  |
| -------------------------- | --------------------------------- | ---------------------------- | ------------------------------ | ----------------- | -------------------------------------------- | --------------------------------- | -------------------------------- | ---------------- | ----------------------------- |  |
| Cogas                      | Biomassacentrale Twente B.V. Goor | Goor                         |                                | Verbranding       | Biomassa                                     | 1,75                              | 6                                | 2006             |                               |  |
| Ennatuurlijk               | Bio-energiecentrale Strijp T      | Eindhoven                    |                                | Verbranding       | Biomassa                                     | 1,6                               | 10                               | 2016             |                               |  |
| Ennatuurlijk               | Helmond 1                         | Helmond                      |                                | STEG/WKC          | Aardgas                                      | 25                                | 59,8                             | 1982             | 51° 27′ 48″ NB, 5° 41′ 19″ OL |  |
| Ennatuurlijk               | Helmond 2                         | Helmond                      |                                | STEG/WKC          | Aardgas                                      | 25                                | 61,5                             | 1987             | 51° 27′ 48″ NB, 5° 41′ 17″ OL |  |
| Brouwer                    | Biomassacentrale Brouwer          | Balkbrug                     |                                | Verbranding       | Biomassa                                     | 1                                 | 9                                | 2017             | 52° 36′ 10″ NB, 6° 24′ 1″ OL  |  |
| Twence                     | BEC Hengelo                       | Hengelo                      |                                | Verbranding       | Biomassa                                     | 23                                | –                                | 2008             |                               |  |
| Twence                     | Bioconversie Hengelo              | Hengelo                      |                                | Vergisting        | Biomassa                                     | 2,4                               | *                                | 2011             |                               |  |
| Eneco                      | Biomassa Golden Raand             | Delfzijl                     | BGR Wervelbedketel             | Verbranding       | Biomassa                                     | 50                                | 117                              | 2014             | 53° 18′ 33″ NB, 6° 59′ 18″ OL |  |
| BES Exploitatie B.V.       | Biomassa Energiecentrale Sittard  | Sittard-Geleen               |                                | Verbranding       | Biomassa                                     | 1,2                               | 6,80                             | 2005             |                               |  |
| BMC                        | BMC Moerdijk                      | Moerdijk                     | Wervelbedketel                 | Verbranding       | Biomassa                                     | 32                                | 0                                | 2008             |                               |  |
| BECC                       | Bio-energiecentrale Cuijk         | Cuijk                        | Wervelbedketel                 | Verbranding       | Biomassa                                     | 25                                | –                                | 2000             |                               |  |
| Uniper                     | Centrale Maasvlakte               | Rotterdam (Maasvlakte)       | MPP3                           | Verbranding       | Steenkool / Biomassa                         | 1070                              | 2380                             | 2016             | 51° 57′ 44″ NB, 4° 1′ 14″ OL  |  |
| Riverstone                 | Onyx Centrale                     | Rotterdam (Maasvlakte)       |                                | Verbranding       | Steenkool / Biomassa                         | 731                               | –                                | 2015             |                               |  |
| RWE                        | Amercentrale                      | Geertruidenberg              | Amer-9                         | Verbranding / WKC | Biomassa                                     | 600                               | 350                              | 1994             |                               |  |
| RWE                        | Eemshavencentrale                 | Eemshaven                    |                                | Verbranding       | Steenkool                                    | 1560                              | –                                | 2015             | 53° 26′ 27″ NB, 6° 51′ 37″ OL |  |
| Uniper                     | Energiecentrale Den Haag          | Den Haag                     |                                | STEG/WKC          | Aardgas                                      | 97                                | –                                | 1901             |                               |  |
| Uniper                     | Maasvlakte UCML                   | Rotterdam (Maasvlakte)       |                                | Gasturbine/WKC    | Aardgas                                      | 80                                | –                                | 2003             |                               |  |
| Uniper                     | Energiecentrale Leiden            | Leiden                       |                                | STEG/WKC          | Aardgas                                      | 81                                | 83                               | 2004             |                               |  |
| Uniper                     | Centrale RoCa                     | Rotterdam                    | Roca-1                         | Gasturbine/WKC    | Aardgas                                      | 25                                | 70                               | 1983             |                               |  |
| Uniper                     | Centrale RoCa                     | Rotterdam                    | Roca-2                         | Gasturbine/WKC    | Aardgas                                      | 25                                | 70                               | 1983             |                               |  |
| Uniper                     | Centrale RoCa                     | Rotterdam                    | Roca-3                         | STEG/WKC          | Aardgas                                      | 220                               | 200                              | 1997             |                               |  |
| Eneco                      | Lage Weide                        | Utrecht                      | Lage Weide 6                   | STEG/WKC          | Aardgas                                      | 248                               | 180                              | 1995             |                               |  |
| Eneco                      | Centrale Merwedekanaal            | Utrecht                      | Merwede-11                     | STEG/WKC          | Aardgas                                      | 103                               | 110                              | 1985             |                               |  |
| Eneco                      | Centrale Merwedekanaal            | Utrecht                      | Merwede-12                     | STEG/WKC          | Aardgas                                      | 225                               | 180                              | 1990             |                               |  |
| Eneco / EPH                | Enecogen                          | Rotterdam (Europoort)        | EGEN10                         | STEG              | Aardgas                                      | 465                               | –                                | 2012             | 51° 57′ 26″ NB, 4° 5′ 31″ OL  |  |
| Eneco / EPH                | Enecogen                          | Rotterdam (Europoort)        | EGEN20                         | STEG              | Aardgas                                      | 465                               | –                                | 2012             | 51° 57′ 24″ NB, 4° 5′ 30″ OL  |  |
| RWE                        | Centrale Swentibold               | Sittard-Geleen (Chemelot)    | WKC-S                          | STEG/WKC          | Aardgas en rest- en afvalgassen van Chemelot | 230                               | –                                | 1999             |                               |  |
| RWE                        | Centrale Moerdijk                 | Moerdijk                     | Moerdijk-1                     | Gasturbine/WKC    | Aardgas                                      | 339                               | –                                | 2008             | 51° 41′ 6″ NB, 4° 34′ 51″ OL  |  |
| RWE                        | Centrale Moerdijk                 | Moerdijk                     | Moerdijk-2                     | STEG              | Aardgas                                      | 426                               | –                                | 2012             | 51° 41′ 9″ NB, 4° 34′ 44″ OL  |  |
| RWE                        | Clauscentrale                     | Maasbracht                   | Maasbracht-C                   | STEG              | Aardgas                                      | 1304                              | –                                | 2012, 2020       |                               |  |
| Engie                      | Centrale Bergum                   | Bergum                       | CB10                           | Combi             | Aardgas                                      | 332                               | –                                | 1975             | 53° 12′ 34″ NB, 6° 1′ 46″ OL  |  |
| Engie                      | Centrale Bergum                   | Bergum                       | CB20                           | Combi             | Aardgas                                      | 332                               | –                                | 1976             | 53° 12′ 35″ NB, 6° 1′ 49″ OL  |  |
| Engie                      | Eemscentrale                      | Eemshaven                    | EC20                           | Combi             | Aardgas                                      | 131                               | –                                | 1978             | 53° 26′ 3″ NB, 6° 52′ 41″ OL  |  |
| Engie                      | Eemscentrale                      | Eemshaven                    | EC3                            | STEG              | Aardgas                                      | 350                               | –                                | 1996             | 53° 26′ 6″ NB, 6° 52′ 43″ OL  |  |
| Engie                      | Eemscentrale                      | Eemshaven                    | EC4                            | STEG              | Aardgas                                      | 350                               | –                                | 1996             | 53° 26′ 5″ NB, 6° 52′ 42″ OL  |  |
| Engie                      | Eemscentrale                      | Eemshaven                    | EC5                            | STEG              | Aardgas                                      | 350                               | –                                | 1996             | 53° 26′ 4″ NB, 6° 52′ 41″ OL  |  |
| Engie                      | Eemscentrale                      | Eemshaven                    | EC6                            | STEG              | Aardgas                                      | 350                               | –                                | 1997             | 53° 26′ 3″ NB, 6° 52′ 41″ OL  |  |
| Engie                      | Eemscentrale                      | Eemshaven                    | EC7                            | STEG              | Aardgas                                      | 350                               | –                                | 1997             | 53° 26′ 3″ NB, 6° 52′ 41″ OL  |  |
| Engie                      | Maximacentrale                    | Lelystad                     | FL4                            | STEG              | Aardgas                                      | 440                               | –                                | 2010             | 52° 34′ 35″ NB, 5° 31′ 46″ OL |  |
| Engie                      | Maximacentrale                    | Lelystad                     | FL5                            | STEG              | Aardgas                                      | 440                               | –                                | 2010             | 52° 34′ 36″ NB, 5° 31′ 47″ OL |  |
| Vattenfall                 | Centrale Diemen                   | Diemen                       | Diemen-33                      | STEG              | Aardgas                                      | 266                               | 180                              | 1995             | 52° 20′ 20″ NB, 5° 1′ 16″ OL  |  |
| Vattenfall                 | Centrale Diemen                   | Diemen                       | Diemen-34                      | STEG              | Aardgas                                      | 435                               | 260                              | 2012             | 52° 20′ 18″ NB, 5° 1′ 20″ OL  |  |
| Vattenfall                 | Centrale Hemweg                   | Amsterdam                    | Hemweg-9                       | STEG              | Aardgas                                      | 435                               | 0                                | 2012             | 52° 24′ 23″ NB, 4° 50′ 32″ OL |  |
| Vattenfall                 | Cluster Velsen                    | Velsen                       | IJmond-1                       | STEG              | Hoogovengas                                  | 144                               | 105                              | 1997             |                               |  |
| Vattenfall                 | Cluster Velsen                    | Velsen                       | Velsen-24                      | Conventioneel     | Aardgas / Hoogovengas                        | 350                               | –                                | 1975             | 52° 28′ 17″ NB, 4° 38′ 4″ OL  |  |
| Vattenfall                 | Cluster Velsen                    | Velsen                       | Velsen-25                      | Conventioneel     | Aardgas / Hoogovengas                        | 375                               | –                                | 1987             | 52° 28′ 24″ NB, 4° 37′ 55″ OL |  |
| RWE                        | Magnum                            | Eemshaven                    | Eemshaven 10                   | STEG              | Aardgas                                      | 440                               | 0                                | 2013             | 53° 27′ 1″ NB, 6° 51′ 13″ OL  |  |
| RWE                        | Magnum                            | Eemshaven                    | Eemshaven 20                   | STEG              | Aardgas                                      | 440                               | 0                                | 2013             | 53° 27′ 0″ NB, 6° 51′ 17″ OL  |  |
| RWE                        | Magnum                            | Eemshaven                    | Eemshaven 30                   | STEG              | Aardgas                                      | 440                               | 0                                | 2013             | 53° 26′ 60″ NB, 6° 51′ 21″ OL |  |
| Nouryon                    | Delesto                           | Delfzijl                     | Delesto 1                      | Gasturbine/WKC    | Aardgas                                      | 169                               | 50                               | 1987             | 53° 19′ 7″ NB, 6° 57′ 14″ OL  |  |
| Nouryon                    | Delesto                           | Delfzijl                     | Delesto 2                      | STEG              | Aardgas                                      | 360                               |                                  | 1999             | 53° 19′ 7″ NB, 6° 57′ 17″ OL  |  |
| Nouryon                    | Salinco                           | Hengelo                      | Salinco                        | STEG/WKC          | Aardgas                                      | 60                                | –                                | 1993             |                               |  |
| EPH                        | Rijnmond Energie                  | Rotterdam (Vondelingenplaat) | Rijnmond Centrale              | STEG              | Aardgas                                      | 810                               | –                                | 2004             |                               |  |
| EPH                        | Sloecentrale                      | Vlissingen                   | Sloe-10                        | STEG              | Aardgas                                      | 435                               | –                                | 2010             |                               |  |
| EPH                        | Sloecentrale                      | Vlissingen                   | Sloe-20                        | STEG              | Aardgas                                      | 435                               | –                                | 2010             |                               |  |
| EPH                        | Maasstroom Energie                | Rotterdam (Vondelingenplaat) | MSEC                           | STEG              | Aardgas                                      | 427                               | –                                | 2010             |                               |  |
| Air Liquide/Eneco          | EuroGen                           | Rotterdam (Botlek)           |                                | Gasturbine/WKC    | Aardgas                                      | 130                               | –                                | 1994             |                               |  |
| Air Liquide                | PerGen                            | Rotterdam (Botlek)           |                                | Gasturbine/WKC    | Aardgas                                      | 300                               | –                                | 2007             |                               |  |
| Dow                        | Dow                               | Terneuzen (Hoek)             |                                | Gasturbine/WKC    | Aardgas (75%) Waterstofgas (25%)             | 369                               | 90                               | 1998             | 51° 20′ 1″ NB, 3° 46′ 42″ OL  |  |
| Europoort Utility Partners | Europoort Utility Partners        | Rotterdam (Europoort)        |                                | Gasturbine        | Aardgas                                      | 24                                | –                                | 1997             |                               |  |
| Twence                     | AVI Hengelo                       | Hengelo                      |                                | Verbranding       | Afval                                        | 24                                | –                                | 1993             |                               |  |
| Twence                     | 3e lijn Hengelo                   | Hengelo                      |                                | Verbranding       | Afval                                        | 25                                | –                                | 2009             |                               |  |
| Afvalverwerking Rijnmond   | AVR Duiven                        | Duiven                       |                                | Verbranding       | Afval / Biomassa                             |                                   | 30                               | 1982             | 51° 58′ 14″ NB, 5° 59′ 59″ OL |  |
| Afvalverwerking Rijnmond   | AVR Rozenburg                     | Rozenburg                    |                                | Verbranding       | Afval / Biomassa                             |                                   | [ 23 ] [ 25 ]                    | 1973             |                               |  |
| Attero                     | AEC Moerdijk                      | Moerdijk                     |                                | Verbranding       | Afval                                        | 123                               | –                                | 2018             | 51° 40′ 59″ NB, 4° 34′ 50″ OL |  |
| HVC                        | AEC Dordrecht                     | Dordrecht                    |                                | Verbranding/WKC   | Afval                                        | 32                                | 100                              | 2009             |                               |  |
| Omrin                      | Reststoffen Energie Centrale      | Harlingen                    |                                | Verbranding       | Afval                                        | 20                                | –                                | 2008             |                               |  |
| Vattenfall                 | Stuw- en sluizencomplex Hagestein | Hagestein                    |                                | Waterkracht       | Water                                        | 1,8                               | –                                | 1958             |                               |  |
| Vattenfall                 | Waterkrachtcentrale Maurik        | Maurik / Amerongen           |                                | Waterkracht       | Water                                        | 10                                | –                                | 1988             |                               |  |
| Vattenfall                 | Maas, Alphen / Lith               | Alphen / Lith                |                                | Waterkracht       | Water                                        | 14                                | –                                | 1990             |                               |  |
| RWE                        | Maas, Linne                       | Linne                        |                                | Waterkracht       | Water                                        | 11                                | –                                | 1989             |                               |  |
| Tocardo                    | Oosterscheldekering               | Kamperland                   | Getijdencentrale Oosterschelde | Waterkracht       | Water                                        | 1,2                               | –                                | 2015             |                               |  |
| EPZ                        | Kerncentrale Borssele             | Borssele                     | BS30                           | Kernsplijting     | Uranium                                      | 485                               | 1366                             | 1974             | 53° 26′ 3″ NB, 6° 52′ 41″ OL  |  |